# ویلیام مکچزنی مارتین جونیور
ویلیام مکچزنی مارتین جونیور (انگلیسی: William McChesney Martin) ، (۱۷ دسامبر ۱۹۰۶–۲۷ ژوئیه ۱۹۹۸) نهمین رییس بانک مرکزی آمریکا در دوران پنج رییس جمهور متوالی بود. او طولانی ترین مدت ریاست را بر این نهاد مهم داشت(۱۸ سال و ۹ ماه). پدر او ویلیام مکچزنی مارتین سینیور در سال ۱۹۱۳ و در زمان ریاست جمهوری توماس وودرو ویلسون یکی از تدوینگران لایحه فدرال رزرو بود همان لایحه ای که باعث تاسیس بانک مرکزی آمریکا و همچنین اعطای حق چاپ پول به این نهاد شد. او در ۲۷ ژوئیه ۱۹۹۸ در سن ۹۱ سالگی در خانه اش در واشنگتن دی سی بر اثر حمله قلبی درگذشت.